# Jacob Anton Wolff
Jacob Anton Wolff (* 11. Juni 1816 in Kalkar; † 23. Mai 1888 ebenda) war ein deutscher römisch-katholischer Priester und Amateurhistoriker.

## Leben
Wolff war der Sohn des Kalkarer Hutmachers Wilhelm Wolff und seiner Gattin Aleyde Catharina Fehlemans. Er studierte Theologie in Münster und wurde am 10. Mai 1851 zum Priester geweiht. Am 3. September 1851 wurde er zum Kaplan und Verwalter der Willemschen Curatstiftung an der St.Nicolaikirche in Kalkar ernannt, der er von 1851 bis zu seinem Tod als Vikar verbunden blieb. Gleichzeitig war er bis 1861 ebenfalls Rektor der Lateinschule.
Wolff stand in enger Verbindung zu führenden rheinländischen Katholiken, darunter August Reichensperger und dem preußische-königlichen Kammerherrn Graf Maximilian von Loë, Burgherr im benachbarten Schloss Wissen bei Weeze. Von seinem historischen Interesse kündet seine ansehnliche Münzen- und Siegelstempelsammlung; 1881 gehörte Wolff zu den Gründungsmitgliedern der Gesellschaft für Rheinische Geschichtskunde in Köln.

## Publikationen

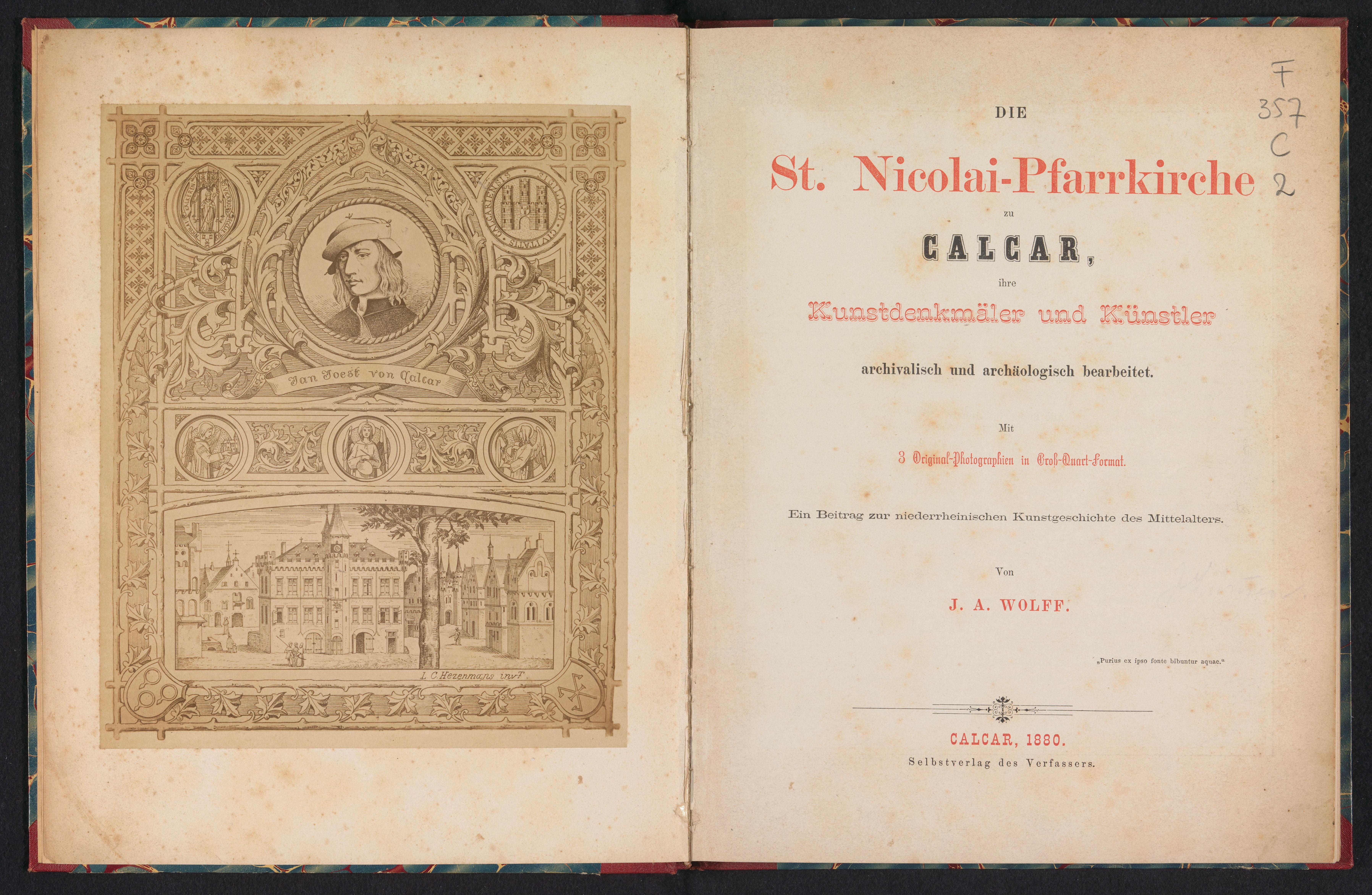
Titelseite vom Buch Wolffs zur Kalkarer St.Nikolaikirche

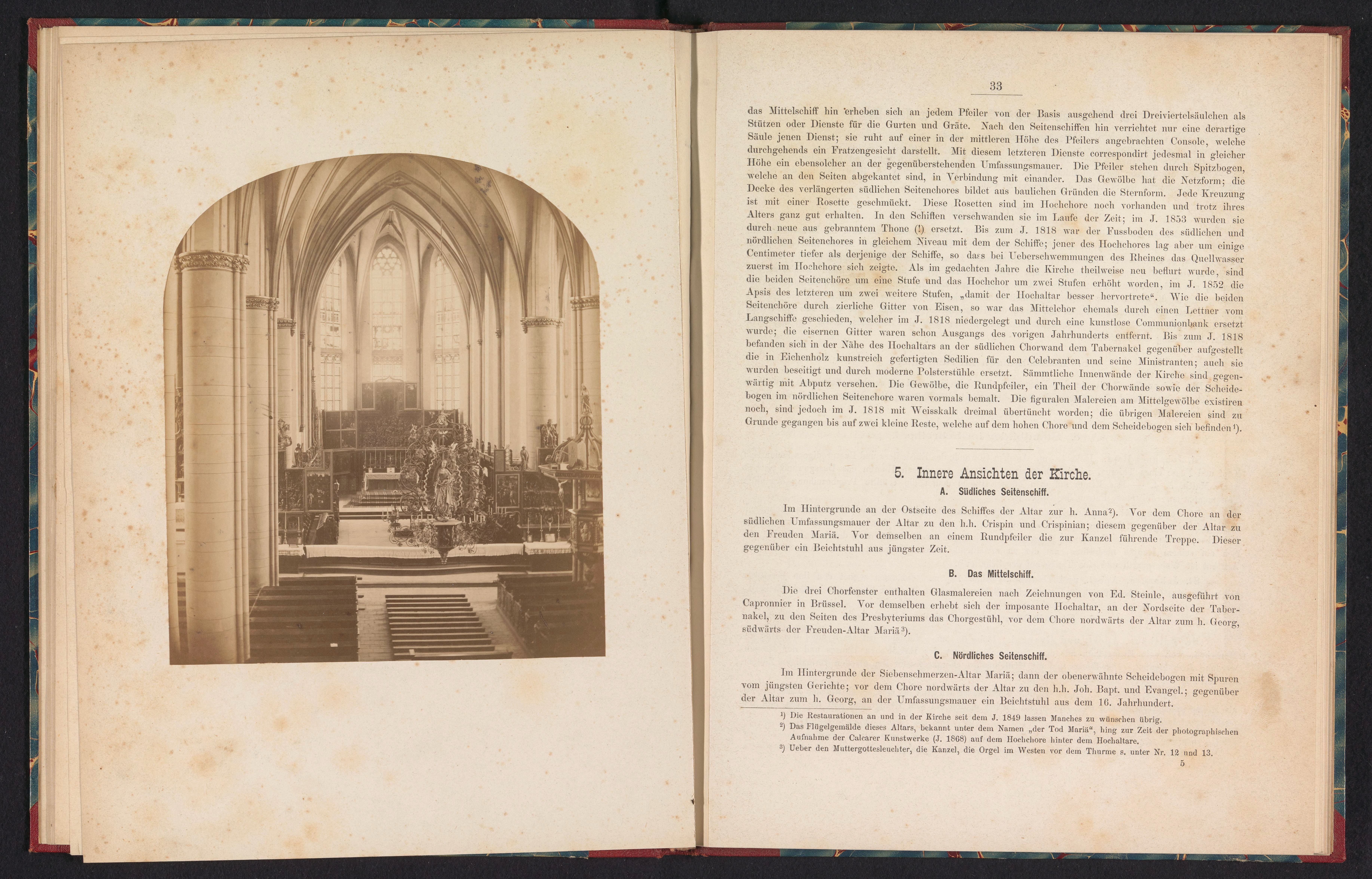
Innenansicht, Photo von Brandt im Buch Wolffs zur St.Nikolaikirche

Wolff machte sich einen Namen mit seinen (im Selbstverlag veröffentlichten) Publikationen zur Geschichte zweier wichtiger mittelalterlichen Kirchenbauten am Niederrhein, zur Stiftskirche von Xanten (Der St.Victorsdom in Xanten, o. O. 1868) und, auf Grund bereits 1861 begonnener Forschungen, zur Stadtkirche von Kalkar (Die St.Nicolai-Pfarrkirche zu Calcar, ihre Kunstdenkmäler und Künstler, archivalisch und archäologisch bearbeitet, Calcar 1880). Nicht ohne symbolischen Sinn datierte Wolff das Vorwort auf den 14. August 1880, den Vollendungstag des Kölner Doms. Reichensperger, einer der bedeutendsten Initiatoren des Zentral-Dombauvereins zu Köln, hatte sich 1867 auch energisch gegen die drohende Zerstörung des Lettners im Xantener Dom gewehrt. Auf diese Weise mag auch Wolff mit ihm in Verbindung gekommen sein.
Bereits im Juli 1868 hatte Wolff, wohl über den Grafen Max von Loë, den preußischen Hofphotographen Christian Friedrich Brandt (1817–1891) aus Flensburg engagiert, der 1866 ein Photo-Album zum spätgotischen Schnitzaltar im Schleswiger Dom verfasst hatte, um ähnliche Photo-Alben von den Kirchen (und vor allem von deren Ausstattung) in Kalkar und Xanten anzufertigen. Diese wurden dann erst 1880 in der Form von einer Loseblattmappe in einer angeblich geringen Auflage veröffentlicht. Die Kalkarer Photoserie, das erste photographische Bilderbuch zur St.Nicolaikirche, wurde als eine Art Beilage zum Buch Wolffs auf den Markt gebracht oder teilweise im Band Wolffs aufgenommen; die zur Xantener Photoserie (Der St.Victordom in Xanten. 79 Photographien von Friedr.Brandt in Flensburg, 1868 unter Leitung von J.A.Wolff aufgenommen) von Wolff geplante Studie unterblieb.
Später beschäftigte Wolff sich, wohl auf Anregung Reichenspergers, in seinen letzten Lebensjahren intensiv mit archivalischen Vorarbeiten und Forschungen für eine Stadtgeschichte Kalkars. Das unfertige Manuskript wurde erst fünf Jahre nach seinem Tod vom Aachener Jesuiten und Kunsthistoriker Stephan Beissel herausgegeben (Geschichte der Stadt Calcar, während ihrer Blüte, mit Berücksichtigung der früheren und späteren Zeit, Frankfurt/Main 1893).
Beissel hatte am Ende die Besorgung auf sich genommen, nachdem zwei vorherige Betreuer und Bearbeiter, erst der Frankfurter Pfarrer Ernst Franz August Münzenberger, dann dessen Frankfurter Mitbürger, der aus Xanten gebürtige Historiker und Priester Johannes Janssen, kurz nacheinander (am 22. Dezember 1890 bzw. 24. Dezember 1891) verstorben waren. Alle drei Bearbeiter waren eng mit Reichensperger befreundet, der hier gewiss eine Vermittlerrolle gespielt hat.